# Michał z Szydłowa
Michał z Szydłowa (zm. przed 1460) – kanonik krakowski, rektor Akademii Krakowskiej w półroczu letnim 1435, prawnik, uczestnik soboru bazylejskiego. Do roku 1420 był kantorem, a później w latach 1420–1421 rektorem poznańskiej szkoły katedralnej, posiadał uprawnienia notarialne.
Przypisuje mu się autorstwo traktatu muzykologicznego Musica magistri Szydlovite. Wraz z Dziersławem z Borzymowa, Janem Elgotem, Jakubem z Zaborowa i Jakubem z Paradyża uczestniczył w pracach kolegium powołanego przez kardynała Zbigniewa Oleśnickiego do przeprowadzenia reformy wszystkich wydziałów krakowskiej wszechnicy, jak też do rozpatrzenia i rozstrzygnięcia sporów pomiędzy ludźmi uniwersytetu. Był jednym z egzekutorów testamentu Jana z Dąbrówki.